# Center for Ungdomsforskning
Center for Ungdomsforskning er en dansk forskningsinstitution, der primært beskæftiger sig med unge og de sociale institutioner, som unge har kontakt med herunder uddannelsessystemet og arbejdsmarkedet. Centret blev i 2000 oprettet på baggrund af et ønske fra Dansk Ungdoms Fællesråd, som gerne så, at der i Danmark blev forsket mere praksisnært i unge og unges livsverden. En række danske institutioner er medlemmer af en understøttende forening, hvor Torben Vind Rasmussen fra Efterskoleforeningen er bestyrelsesformand. Centret har siden 2000 været tilknyttet en række forskellige forskningsinstitutioner, men siden 2013 har Center for Ungdomsforskning været tilknyttet Institut for Læring og Filosofi ved Aalborg Universitet.
Centret bedriver tværfaglig forskning, der blandt andet trækker på psykologi, sociologi og antropologi, med det formål at lave forskning, der "gør en forskel" ved at være praksisrelateret og problemorienteret. Center for Ungdomsforskning har flere fokusområder. For det første drejer en del af analyserne sig om unges forhold til uddannelsessystemet, hvilket indebærer spørgsmål om tilgang, fastholdelse, vejledning og pædagogik. For det andet ser man på unges placering og muligheder på arbejdsmarkedet, hvilket blandt andet indebærer undersøgelser af unges ønsker af uddannelse og erhverv samt unges integration på arbejdsmarkedet. En stor del af centret forskning kan imidlertid ikke begrænses til enkelte institutioner, men går på tværs og søger at finde et 360-gradersperspektiv på det moderne ungdomsliv. Det er blandt andet på grund af denne tilgang, at centret laver analyser, der undersøger sammenhængen mellem ungdomsliv, mistrivsel og samfundsstrukturer. Temaer centret analyserer er blandt andet fællesskaber, beskæftigelsesindsatser, præstation, psykologisering, socialt udsathed, medbestemmelse, demokrati, kunst, inddragelse og overgangen til voksenlivet.